# Ніколя Альнуджі
Ніколя Альнуджі (фр. Nicolas Alnoudji; нар. 9 грудня 1979, Гаруа) — камерунський футболіст, що грав на позиції півзахисника.
Виступав за національну збірну Камеруну, у складі якої був учасником чемпіонату світу, кубка африканських націй, Кубка конфедерацій та Олімпійських ігор.

## Клубна кар'єра
Розпочав грати у футбол на батьківщині у клубах «Котон Спорт» та «Тоннер».
2000 року перейшов у турецький «Чайкур Різеспор», де став виступати зі своїм співвітчизником Сулейману Гаміду. В «Різеспорі» Альнуджі грав два сезони і провів 37 матчів у Суперлізі.
Влітку 2002 року камерунець перейшов у «Парі Сен-Жермен», проте відразу був відданий в оренду в «Бастію». У Лізі 1 дебютував у 3-му раунді, 17 серпня, в матчі з «Монако» (1:0), вийшовши на заміну на поле на 89 хвилині. Загалом же Ніколя зіграв за клуб 12 матчів у вищому французькому дивізіоні (1 жовта картка).
В серпні 2003 року підписав контракт з іншим французьким клубом «Седаном», де зустрілися троє його співвітчизників (П'єр Нжанка, П'юс Ндієфі і Маркус Мокаке). Проте незабаром Альнуджі покимнув клуб, так і не зігравши жодного матчу, перейшовши в катарський клуб «Аль-Сайлія», а наступного року пограв за «Котон Спорт» та еміратський «Аль-Айн».
У сезоні 2004/05 виступав за бельгійський «Монс», який зайняв останню позицію в таблиці і вилетів з вищого дивізіону. Після цього наступні півтора року Ніколя грав у другому португальському дивізіоні за «Ольяненсі».
У зимове трансферне вікно сезону 2006/07 Альнуджі перейшов у французький «Кретей», з яким за підсумками того сезону вилетів з Ліги 2, тим не менш залишився в команді ще на один сезон у третьому дивізіоні, але не допоміг підвищитись у класі.
2008 року недовго перебував у складі румунського «Пандурія», після чого перейшов до екзотичного чемпіонату Реюньйона, де виступав за «Сен-П'єрруаз».
Завершив професійну ігрову кар'єру у рідному клубі «Котон Спорт». Прийшов Альнуджі до команди 2010 року і захищав її кольори до припинення виступів на професійному рівні у 2012 році..

## Виступи за збірну
2000 року дебютував в офіційних матчах у складі національної збірної Камеруну. Того ж року у складі олімпійської збірної поїхав на Олімпійські ігри в Міднеї, вигравши на них золоту медаль.
Наступного року у складі збірної був учасником розіграшу Кубка конфедерацій 2001 року в Японії та Південній Кореї, а у 2002 році грав на чемпіонаті світу 2002 року в Японії та Південній Кореї та Кубку африканських націй 2002 року в Малі, здобувши того року титул континентального чемпіона.
Протягом кар'єри у національній команді, яка тривала три роки, провів у формі головної команди країни 17 матчів.

## Титули і досягнення
- Олімпійський чемпіон: 2000
- Переможець Кубка африканських націй: 2002